# Escaria clauda
Escaria clauda là một loài bướm đêm trong họ Noctuidae.